# Gisle Johnson
Gisle Christian Johnson, född 10 september 1822 i Fredrikshald, död 17 juli 1894 i Tønsberg, var en norsk teolog av isländsk härkomst.

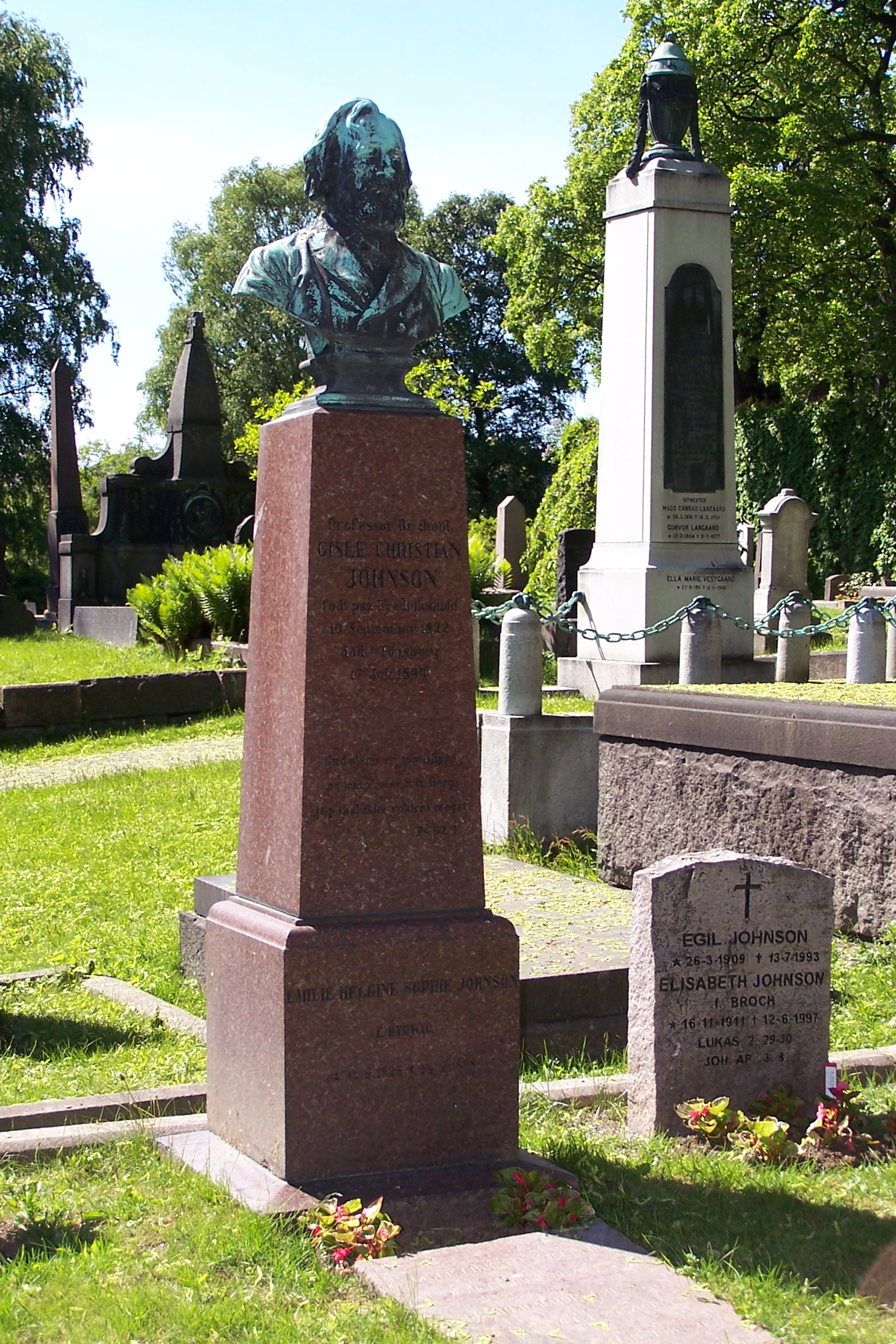
Gisle Johnsons grav på Vår Frelsers gravlund.

Johnson blev teologie kandidat 1845, lektor i teologi vid Kristiania universitet 1849 och professor 1860. Åren 1855-1874 var han tillika lärare i pedagogik vid praktisk-teologiska seminariet. Sedan 1875 var han ledamot i kommittén för revision av provöversättningen av Gamla Testamentets kanoniska och apokryfiska böcker.
Åren 1846-1857 var Johnson en av redaktörerna av Theologisk tidsskrift for den norske kirke, och från 1857 utgav han tillsammans med Carl Paul Caspari och Tønder Nissen Theologisk tidsskrift for den evangelisk-lutherske kirke i Norge, 1863-1875 veckobladet "Luthersk kirketidende" och 1864-1871 Gammelt og nyt, et tidsskrift til oplysning og opbyggelse for lutherske kristne. 
Därjämte offentliggjorde han Nogle ord om barnedaaben (1857; "Några ord om barndopet", 1858, 2:a upplagan 1859) och Grundrids af den systematiske theologie (4 häften, 1878, ofullbordad). År 1862 gav han tillsammans med Caspari ut en norsk översättning av Konkordieboken, som kom i ny upplaga år 1866, och senare i flera nyutgåvor.
Norges kyrkliga liv påverkade han genom den av honom grundade Indremissionen och Lutherstiftelsen. Sedan Hans Nielsen Hauges dagar har ingen i Norge haft starkare inflytande på det andliga livet, vilket Johson i åratal påtryckte sin personliga prägel.